# Championnat de France de hockey sur glace 1972-1973
Saison précédente Saison suivante
La saison 1972-1973 est la 52e saison du championnat de France de hockey sur glace. 

## Bilan
28e titre pour le Chamonix Hockey Club.